# دانيال هينشال
دانيال هينشال (بالإنجليزية: Daniel Henshall)‏ هو ممثل أسترالي، ولد في 9 أغسطس 1982 بسيدني في أستراليا.

## أعمال

### مسلسلات
- جواسيس واشنطن

## وصلات خارجية
- دانيال هينشال على موقع IMDb (الإنجليزية)
- دانيال هينشال على موقع ألو سيني (الفرنسية)
- دانيال هينشال على موقع قاعدة بيانات الفيلم (الإنجليزية)